# 美麗新世界 2205
《美麗新世界2205》是一款城市建造遊戲，由Ubisoft Blue Byte製作、育碧發行，在2015年11月3日發售。

## 外部連結
- 官方网站 （正體中文）
- 【PC】美麗新世界2205 - 巴哈姆特 （页面存档备份，存于）